# Lier (Bélgica)
Lier (en francés Lierre) es una ciudad y municipio de la provincia de Amberes en Bélgica. Sus municipios vecinos son Berlaar, Boechout, Duffel, Lint, Nijlen, Putte, Ranst, Sint-Katelijne-Waver. Tiene una superficie de 49,7 km² y una población en 2020 de 36.631 habitantes, siendo los habitantes en edad laboral el 62 % de la población. La municipalidad comprende la ciudad de Lier y el pueblo de Koningshooikt.

## Demografía

### Evolución
Todos los datos históricos relativos al actual municipio, el siguiente gráfico refleja su evolución demográfica, incluyendo municipios después de efectuada la fusión el 1 de enero de 1977.
| Gráfica de evolución demográfica de Lier entre 1846 y 2020 |
|                                                            |

## Economía
En Lier se fabrican las cervezas Caves y St. Gummarus, y las masas de repostería Lierse vlaaikes. Además, en la misma se encuentra radicada la empresa Van Hool, un gran fabricante de autobuses y autocares.

## Cultura y turismo
Lier es un conocido centro de vida nocturna en Flandes, sus pub son bien conocidos en toda la región y sus más de 70 bares dentro de los límites de la ciudad son los más animados durante el verano.
Sitios de interés turístico son varios museos de arte, así como:
- El Grote Markt, la plaza central de Lier.
- El beguinaje de Lier —declarado Patrimonio de la Humanidad— y la iglesia de Santa Margarita, del siglo XVII.
- La iglesia de San Gumaro, santo patrón de Lier, arquitectura gótica del siglo XIV.
- La Casa consistorial de Lier, arquitectura rococó del siglo XVIII.
- La torre Zimmer, es un reloj único construido en la década de 1930.

En fútbol el principal club fue el Lierse SK, en 2017 en la Segunda División de Bélgica.

## Historia
Según la leyenda, la ciudad fue fundada por San Gumaro, seguramente en el siglo XI.
Lier fue en 1496 el escenario de un matrimonio significativo en la historia europea, cuando Felipe el Hermoso, entonces duque de Borboña, hijo del emperador Maximiliano, se casó con la infanta Juana hija de los Reyes Católicos. El hijo primogénito nacido de este matrimonio, Carlos I de España, gobernaría más adelante como emperador sobre los imperios austriaco y español combinados. Otra hija de este matrimonio, la infanta Isabel, que fue reina de Dinamarca, Suecia y Noruega, vivió en Lier desde 1523 en que su esposo fue derrocado hasta prácticamente su muerte.
Durante la guerra de los Ochenta Años, fue tomada por las tropas españoles el 2 de agosto de 1582. Permaneció como parte de los Países Bajos Españoles hasta la batalla de Ramillies en 1706. En 1714 pasó a formar parte de los Países Bajos Austriacos.
En 1914, durante la Primera Guerra Mundial, la fortaleza de Lier resistió varios meses el avance alemán y la villa fue bombardeada severamente, con más de 700 viviendas destruidas, tras de lo cual fue ocupada y saqueada el 5 de octubre. A mediados de noviembre de 1918, los alemanes abandonan la localidad. Fue ocupada de nuevo por los alemanes en 1940 durante la Segunda Guerra Mundial.

## Personas notables de Lier
- Carl Hoefkens, futbolista.
- Chris Dercon, historiador de arte.
- Cornelis de Bie, dramaturgo y poeta.
- Frans Wouters, pintor barroco.
- Felix Timmermans, escritor.
- Jan Ceulemans, futbolista.
- Jan van Beers, pintor.
- Louis Berckmans, médico, botánico y paisajista.
- Nick Nuyens, ciclista.
- Nico Van Kerckhoven, futbolista.
- Patrick Dewael, político.
- Sven Vermant, futbolista.
- Yanina Wickmayer, tenista.
- Gaston Eyskens, político.
- Josephus Laurentius Dyckmans, pintor.

## Galería

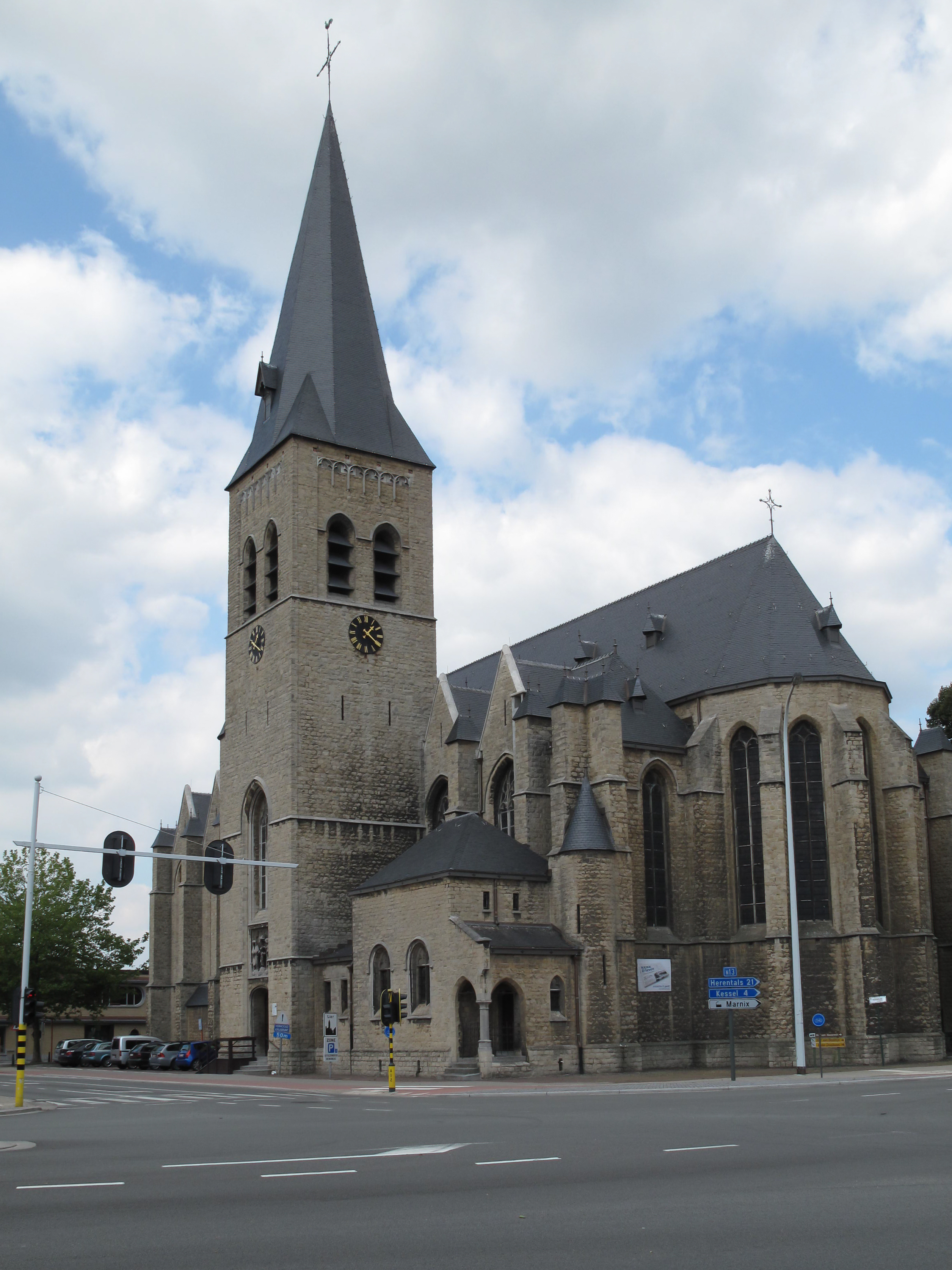
Iglesia.
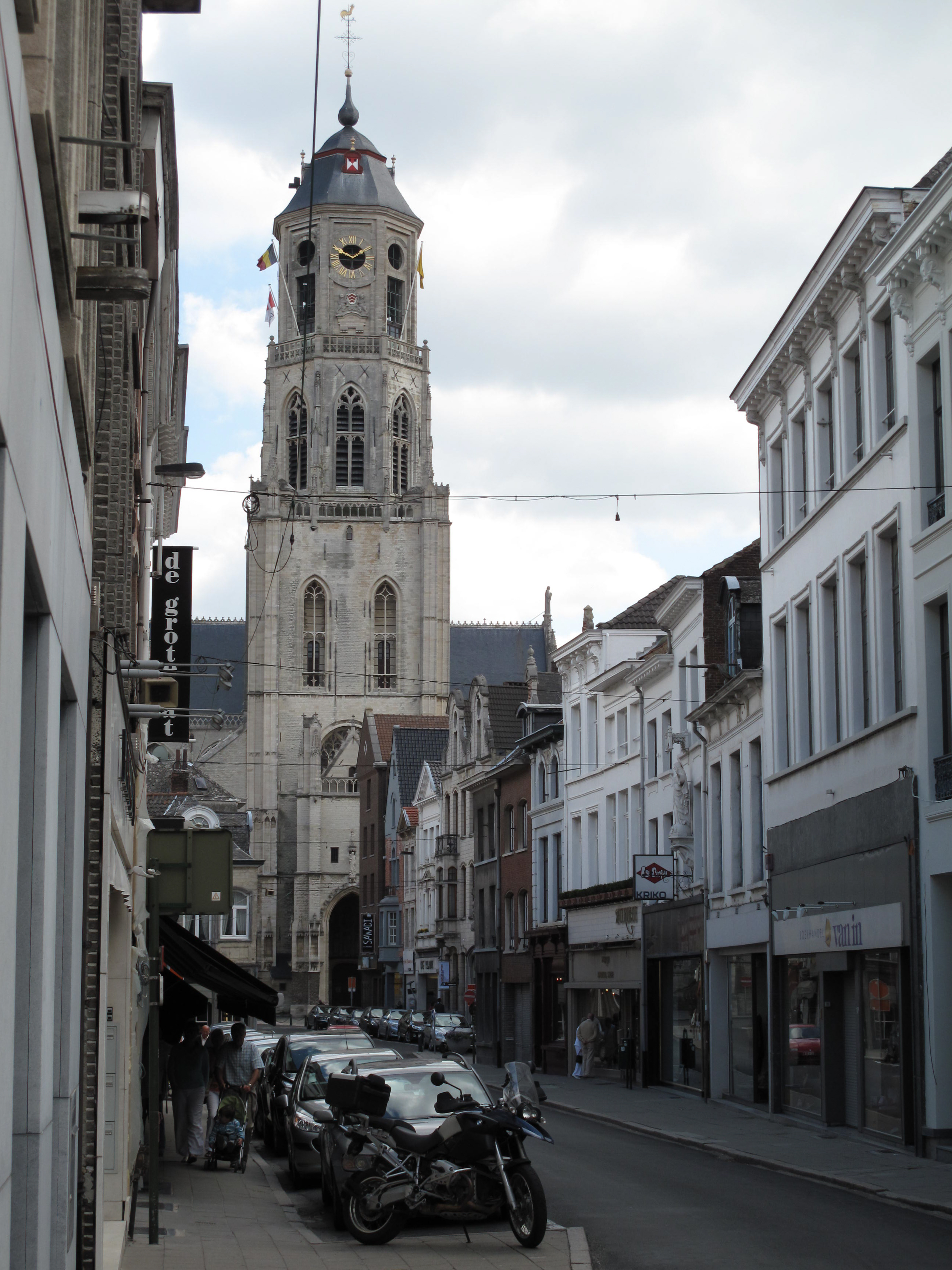
Iglesia de Gummaruskerk.
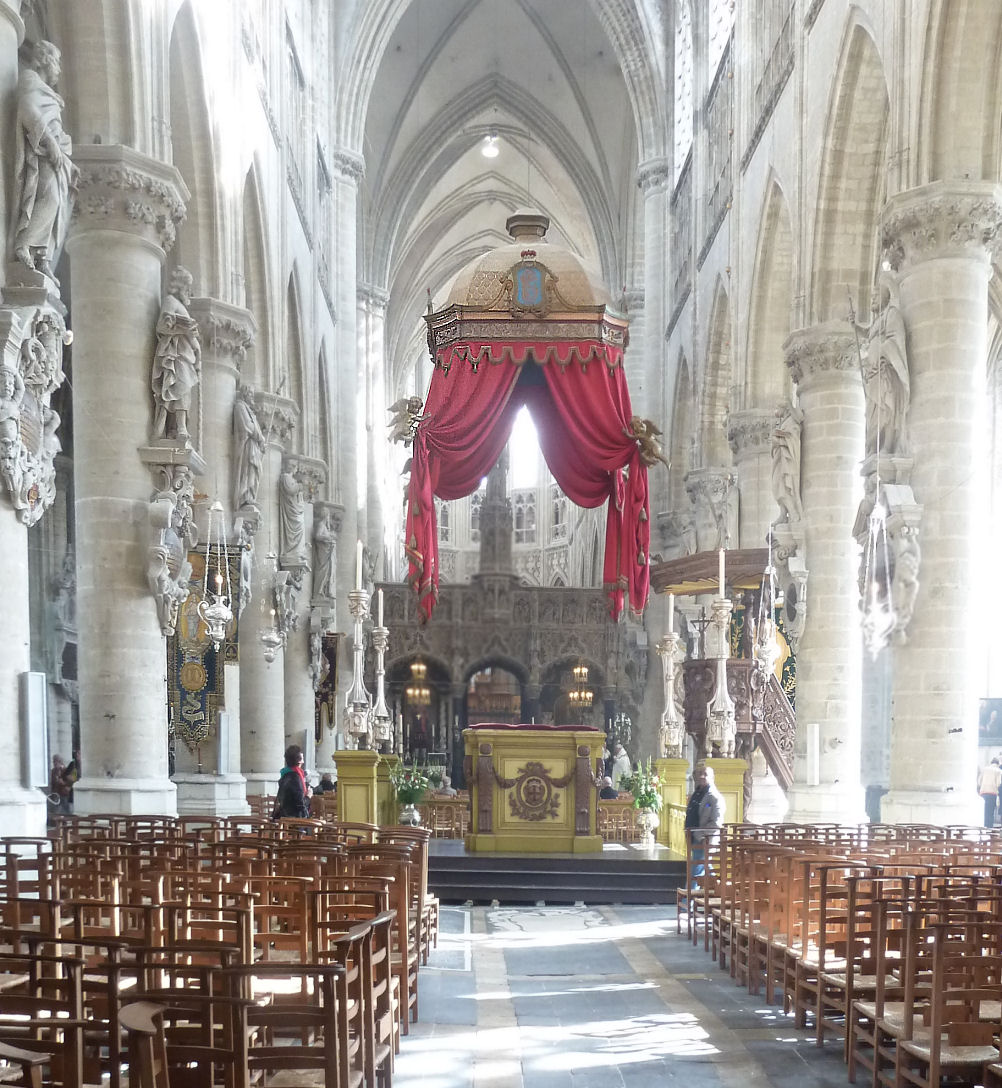
Interior Iglesia de San Gummarus
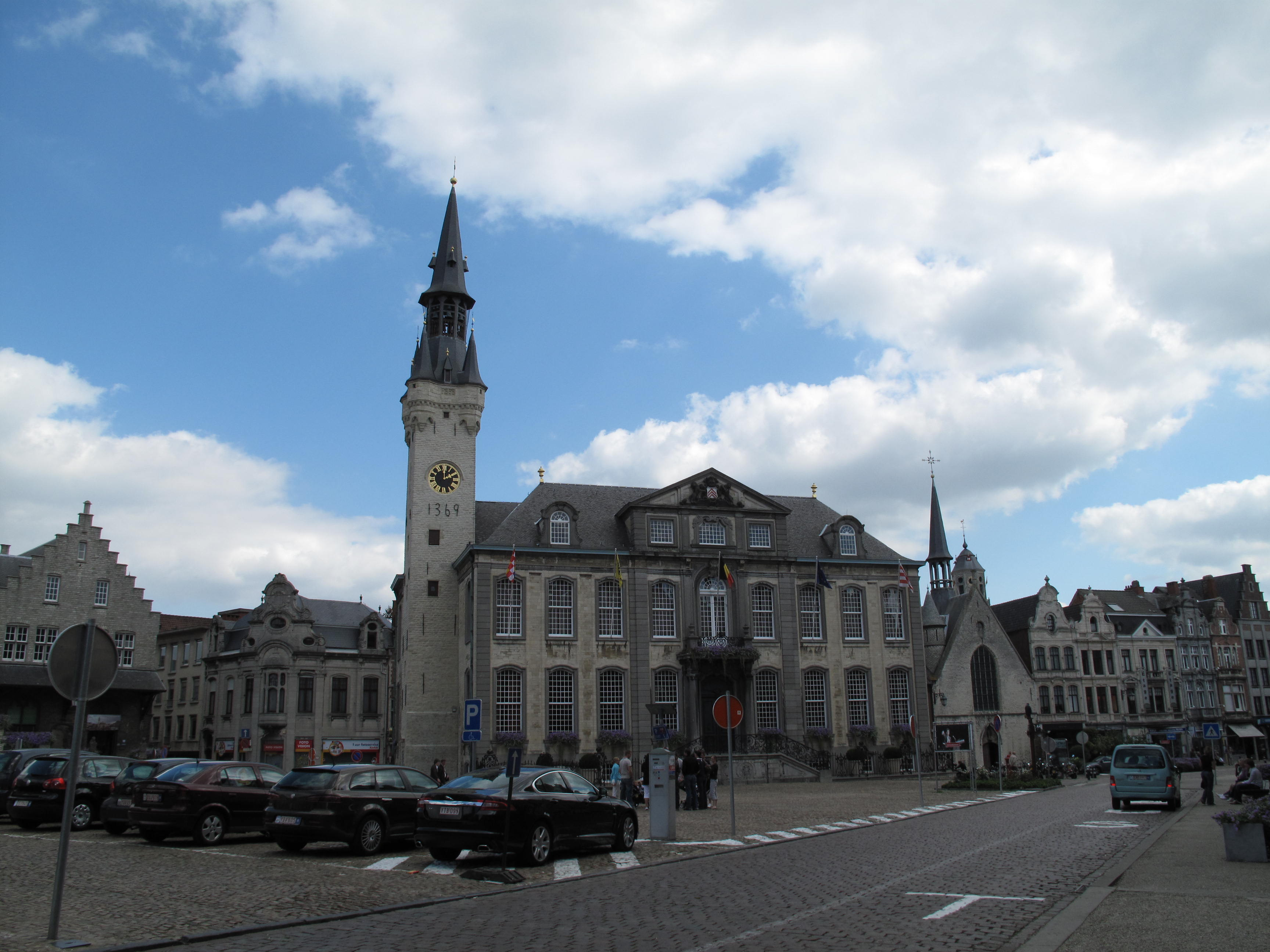
Sede municipal y Belfort.
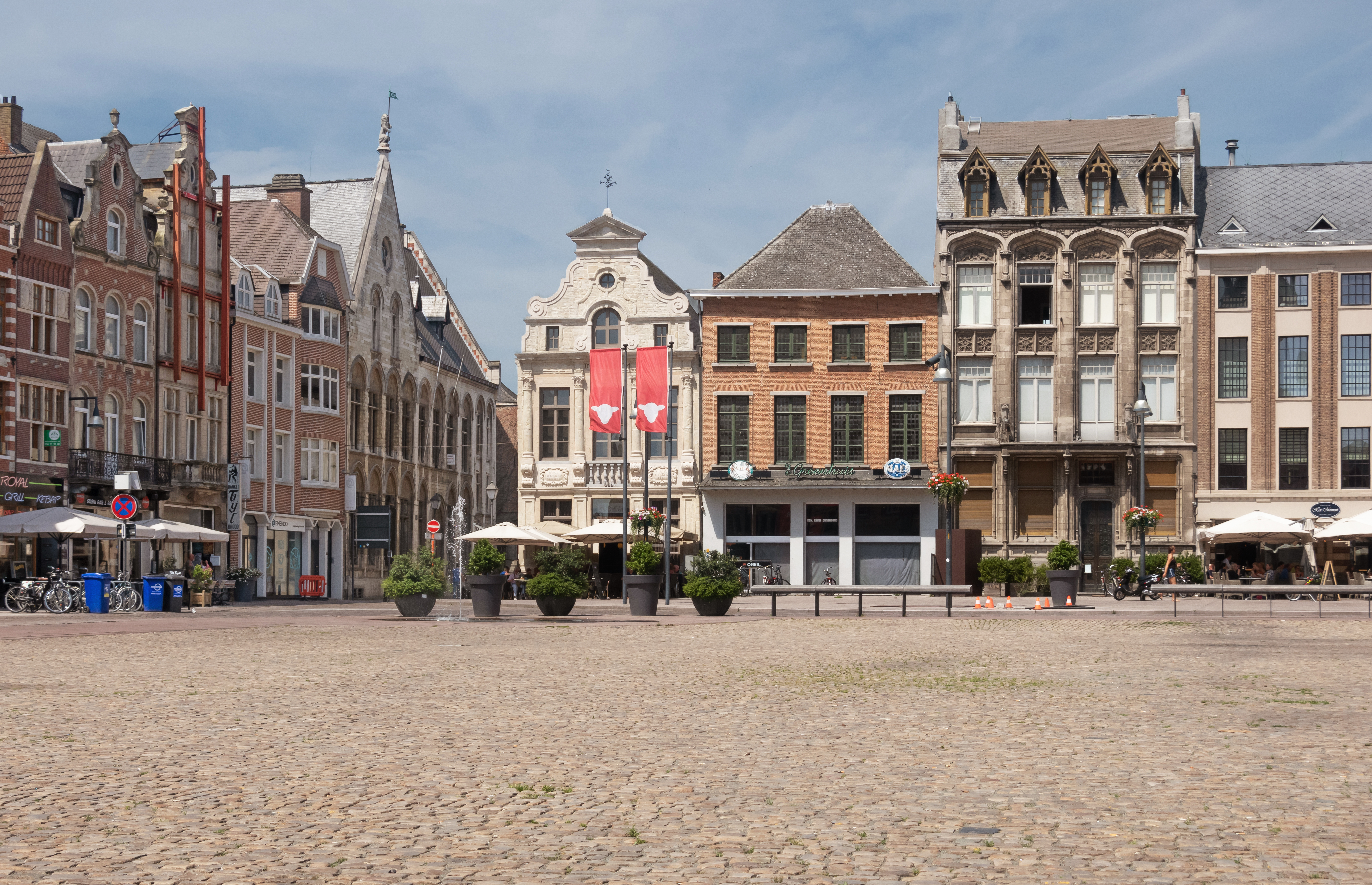
Grote Markt
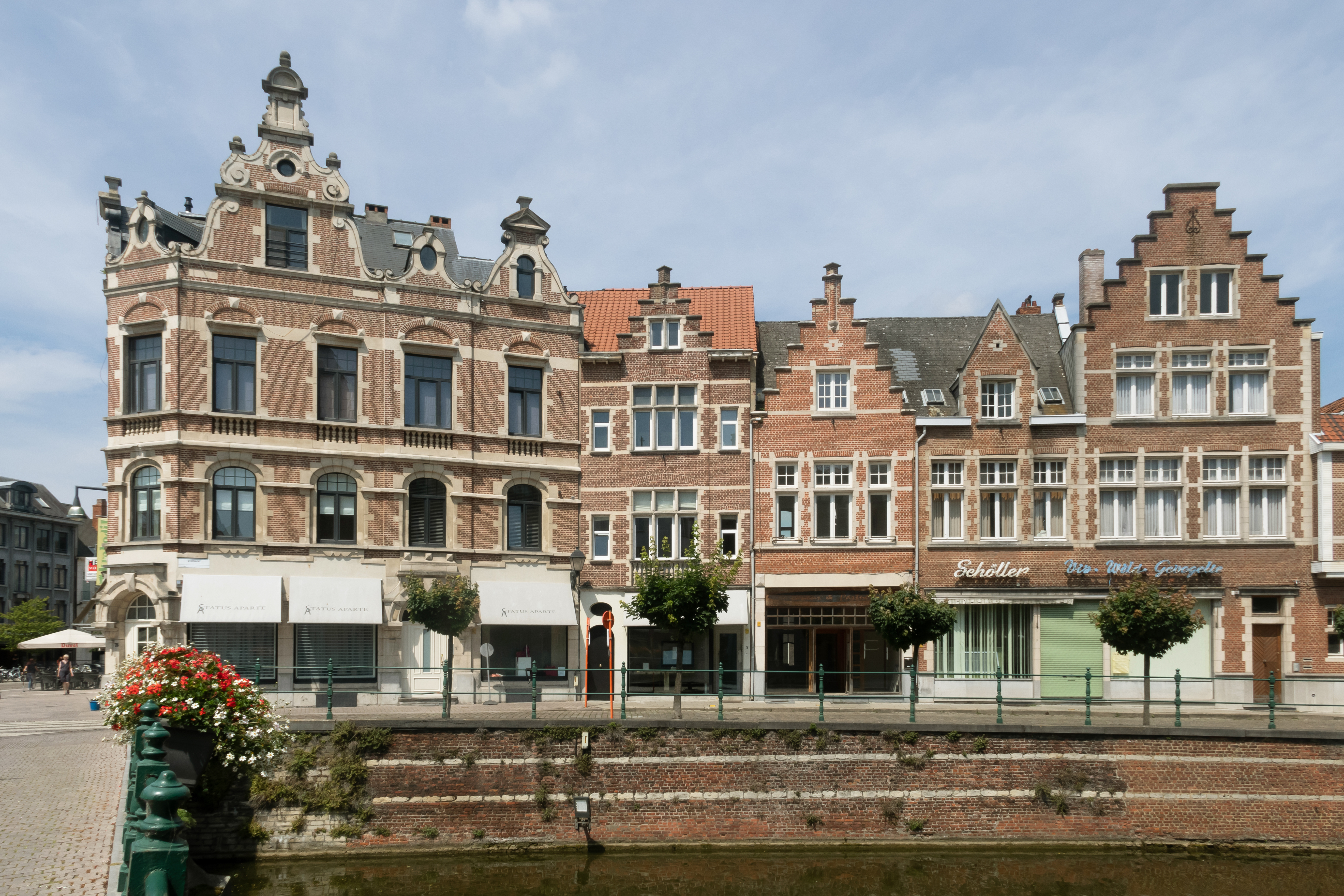
Vismarkt
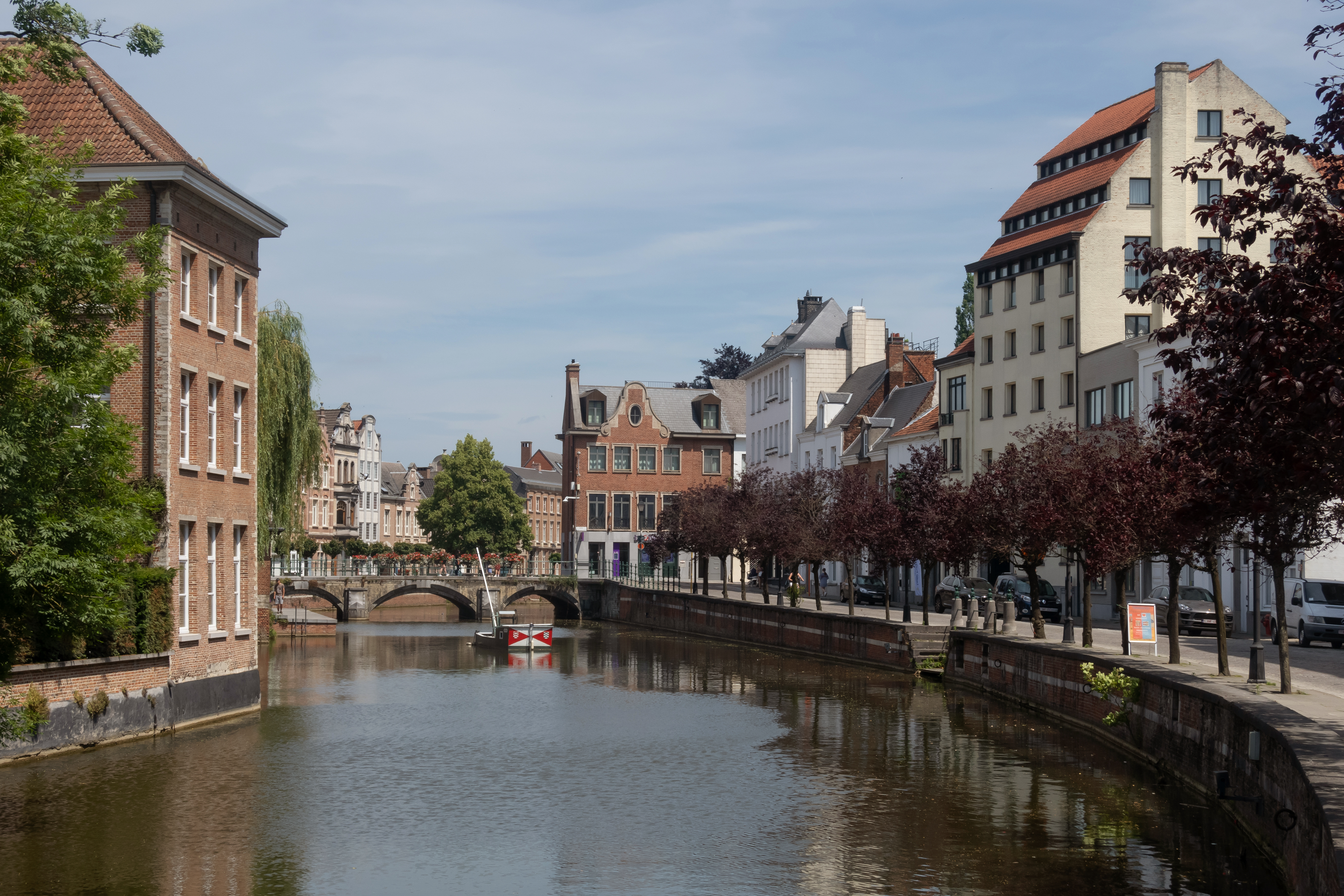
Werf desde el puente